# Anarta alpina
Anarta alpina är en fjärilsart som beskrevs av Raetzer 1890. Anarta alpina ingår i släktet Anarta och familjen nattflyn. Inga underarter finns listade i Catalogue of Life.